# Schloss Schwante

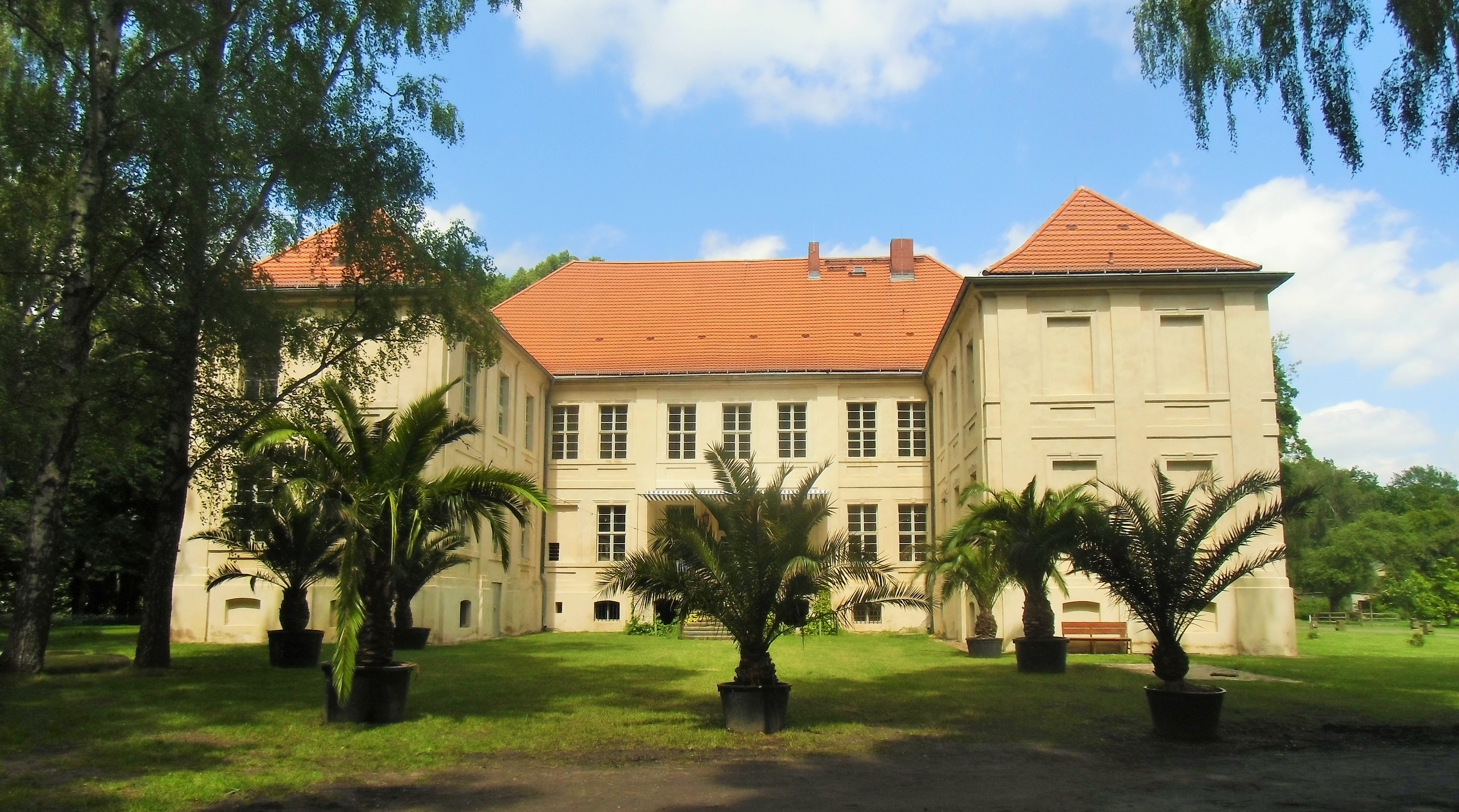
Gutshaus, Hofseite

Schloss Schwante liegt südwestlich des Ortskerns von Schwante, Gemeinde Oberkrämer, in Brandenburg. Es handelt sich eigentlich um ein ehemaliges Herrenhaus, das wegen seiner stattlichen Ausmaße als zweigeschossige Dreiflügelanlage allgemein als Schloss bezeichnet wird.

## Geschichte

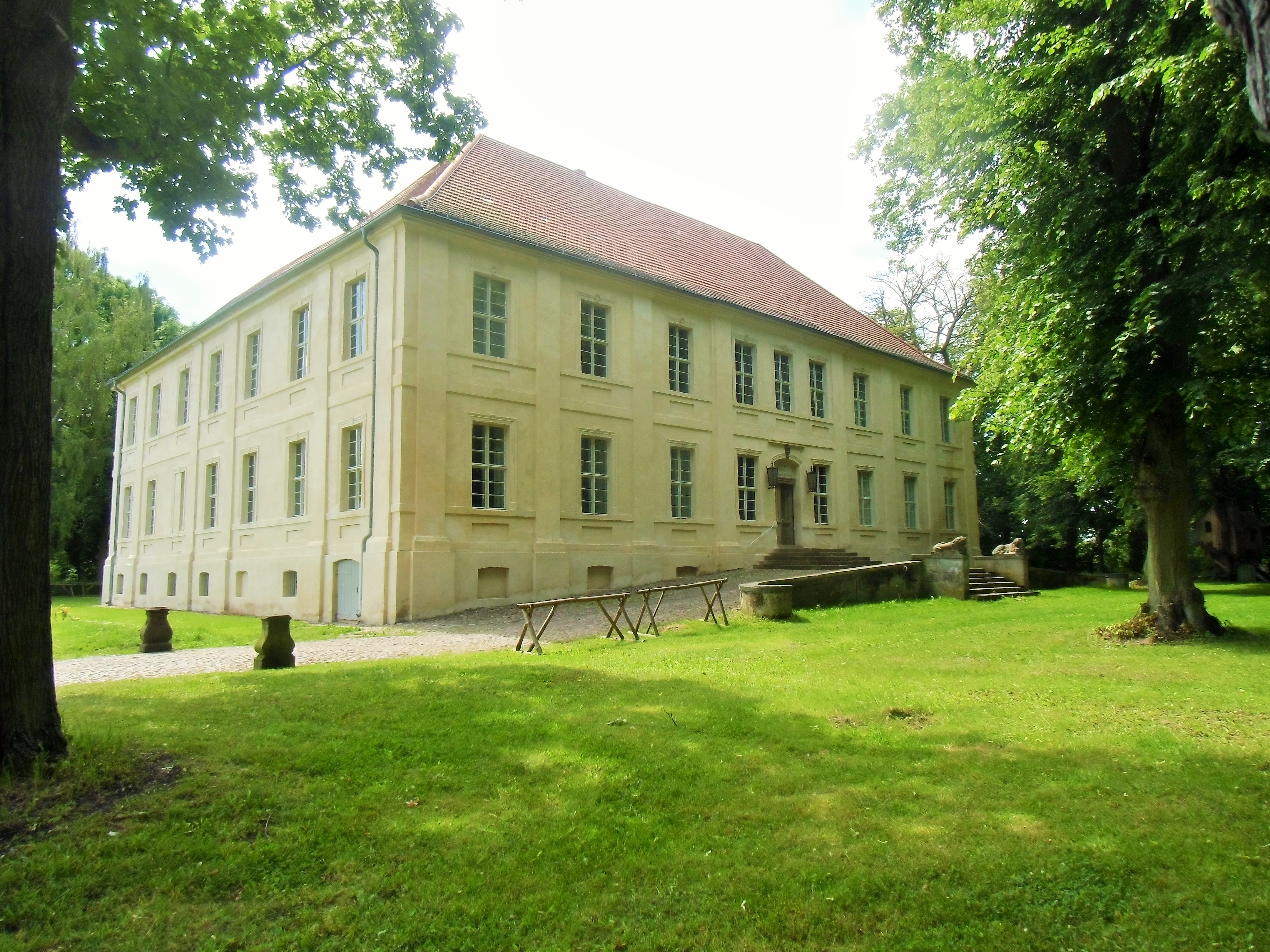
Gutshaus

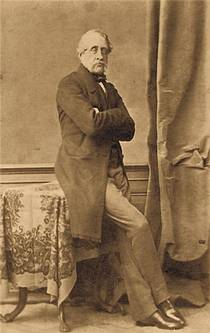
Oberstkämmerer Friedrich Wilhelm von Redern

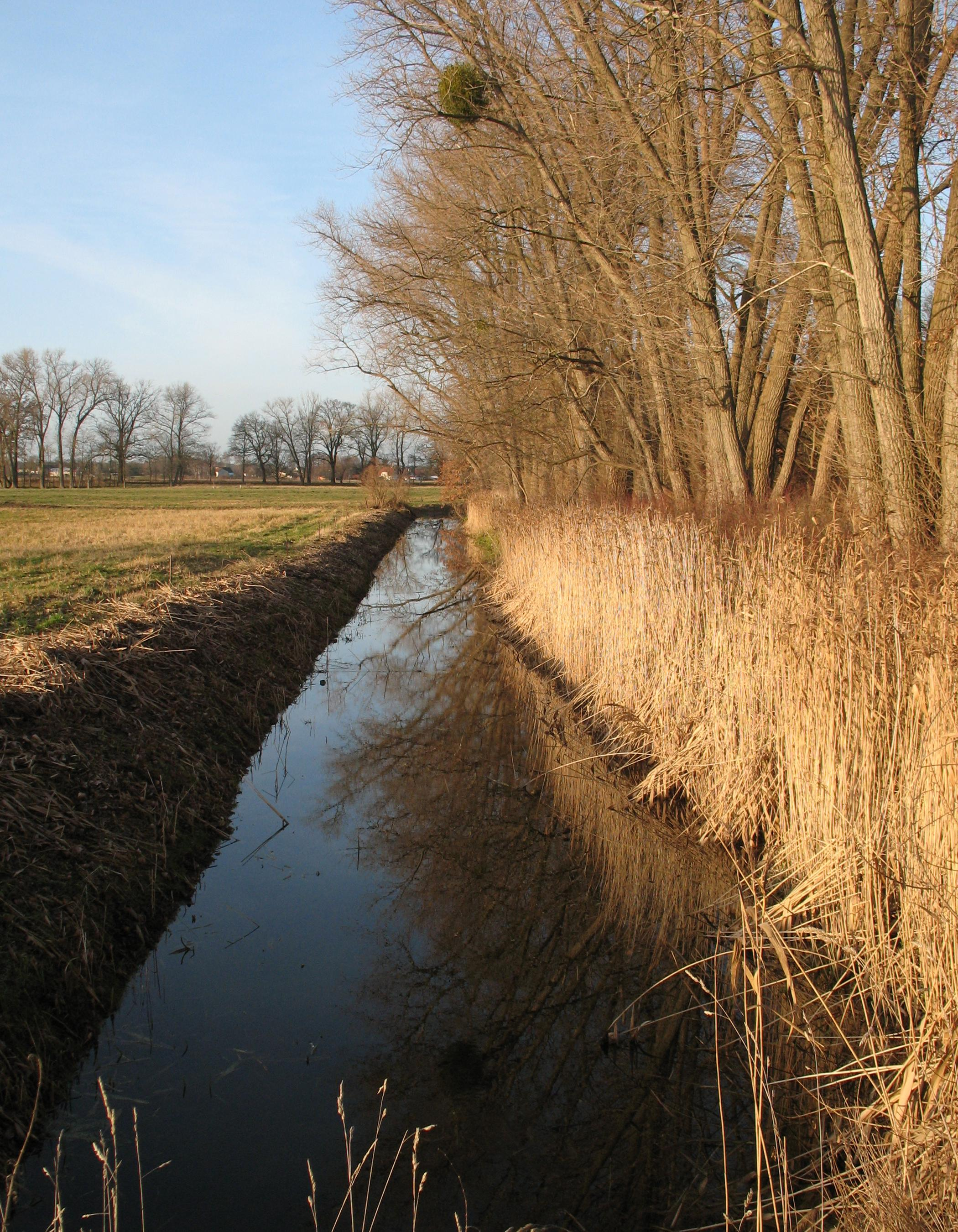
Wassergraben am Gutspark

Das Schloss wurde von 1741 bis 1743 unter dem Gutsbesitzer Erasmus Wilhelm von Redern aus dem Hause Schwante und dessen Frau Catherina Elisabeth von Bredow aus dem Hause Sontz von einem unbekannten Architekten wohl unter Beratung Knobelsdorffs errichtet. Es entstand am Standort eines Festen Hauses aus dem Jahre 1618, das sich in Teilen in den Kellergewölben des heutigen Schlosses erhalten hat. Die beiden schmalen Seitenflügel wurden vermutlich erst 1744 angebaut – was sich aus der Konstruktion des Dachstuhles ablesen lässt – und dienten als Wirtschaftsräume und zur Unterbringung des Personals. 1780 ist Matthias Friedrich von Redern Grundbesitzer des adeliche Guth und Dorf Schwante nebst Nebengüter in den Nachbardörfern.
1879 war nach dem erstmals amtlich publizierten General-Güteradressbuch der Rittergutsbesitzer der Oberstkämmerer, einer der höchsten Funktionen am preußischen Hof, Graf Friedrich Wilhelm von Redern der Gutsherr. Schwante war ein kreistagsfähiges Rittergut mit 1088 ha Größe, davon waren 657 ha Forsten. Graf Redern mit Wohnsitz in Berlin betrieb den Besitz nicht selbst, er war verpachtet an Ober-Amtmann Schrader.
1888 erwarb Richard Sommer, der auch Bauherr von Schloss Sommerswalde im Schwanter Forst war, das Gut und ließ von 1903 bis 1905 neue Wirtschaftsgebäude erbauen. 1910 wurde zudem das Innere der Dreiflügelanlage grundlegend verändert. Die heutigen Dispositionen der Türen, Türrahmungen und Holzpaneele stammen größtenteils aus dieser Zeit. Auch der Treppenaufgang wurde aus der Vorhalle zur Seite in ehemalige Wohnräume verlegt.
Nach dem Tode Sommers im Jahr 1916 verkauften die elf Erben das Anwesen. Die Ländereien übernahm die landwirtschaftliche Genossenschaft „Freie Scholle“, während das Schloss 1924 an Vicco von Bülow – engagiertes Mitglied im Stahlhelm, Bund der Frontsoldaten und ab 1935 Protokollchef im Auswärtigen Amt – ging. Dieser nannte sich sodann Vicco von Bülow-Schwante. Unter ihm erfolgte in den 1920er Jahren an der Rückfront ein Balkonanbau mit Terrasse und in den 1930er Jahren an der Eingangsseite die Anlage einer Auffahrt aus Schlesischem Sandstein mit einer Rampenbrüstung und Portallöwen. Kurz vor der großen Wirtschaftskrise, 1929, betrug Gutsbesitz um Schwante nur noch 128 ha. Das kleine Restrittergut war damals verpachtet.
Nach dem Zweiten Weltkrieg war das Schloss zeitweise ein Behelfskrankenhaus für Typhuskranke und dann Bildungseinrichtung der FDJ. 1962 kam es in Gemeindeverwaltung. Bis zum Jahr 2009 stand es leer und wurde danach an die Hexenkessel Hoftheater und Strand GmbH verkauft, die das Schloss sanierte und dort ab 2014 eine Gastronomie mit Theateraufführungen betrieb (wie auch in Berlin weitere, darunter Clärchens Ballhaus).
2019 wurde das Schloss mit Park an das Kunstberaterpaar Daniel Tümpel und Loretta Würtenberger weiterverkauft, die es mit ihren Kindern bewohnen. Öffentlich zugänglich sind der Skulpturenpark, das als Café und Restaurant betriebene Backsteinhaus am Schwanter See und ein Hofladen mit lokalen Produkten.  Der 20 Hektar große Park des Gutshauses wurde im Juni 2020 als Skulpturenpark eröffnet und enthält in die Landschaft integrierte Werke von Hans Arp, Martin Creed, Tony Cragg, Björn Dahlem, Dan Graham, Carsten Nicolai, George Rickey und Ai Weiwei. Darunter befinden sich auch zahlreiche Leihgaben, die regelmäßig ausgetauscht werden. Regelmäßig werden auch Führungen angeboten.